# Кречетников, Михаил Никитич
Михаил Никитич Крече́тников (1729 — 9 (20) мая 1793, Меджибож) — русский военный и государственный деятель, граф (с 1793), генерал-аншеф екатерининской эпохи, генерал-губернатор Малороссии, Калужского, Тульского, Рязанского, Псковского и Тверского наместничеств. Участник русско-турецкой и семилетней войн.
Брат генерал-майора П. Н. Кречетникова.

## Биография

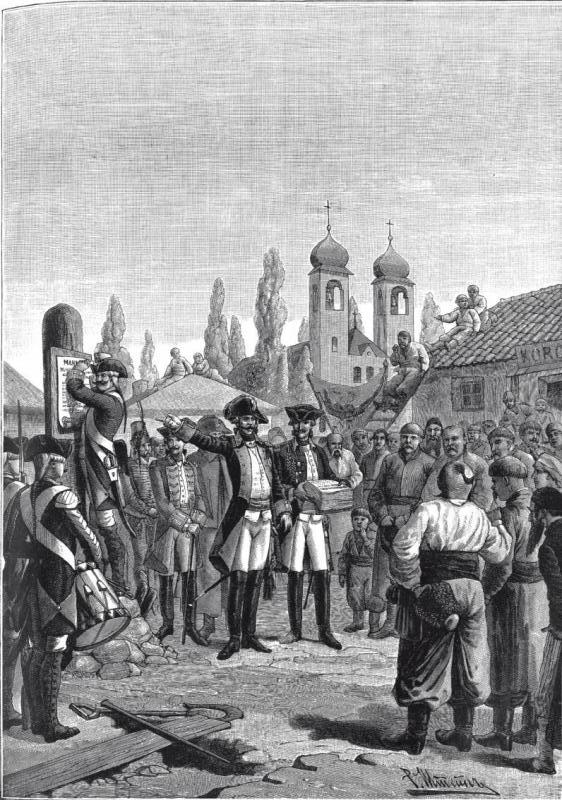
Объявление генералом Кречетниковым манифеста императрицы Екатерины II о присоединении Волыни и Подолии к России

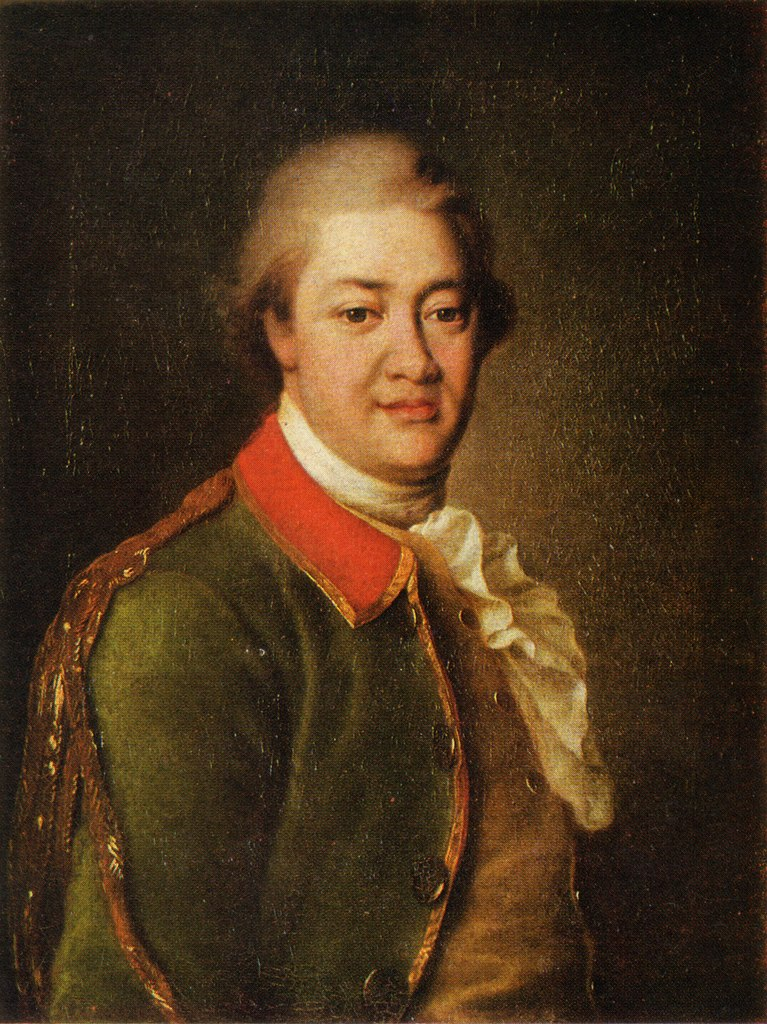
Портрет кисти Дмитрия Левицкого, 1760-е гг.

Происходил из рода Кречетниковых. Отец Никита Семёнович — действительный статский советник, президент Ревизион-коллегии. Мать — Екатерина Григорьевна, урождённая Собакина (в 1766 году была жива, продала дом в Москве).
Окончил Сухопутный шляхетский корпус в Петербурге, в чине секунд-майора участвовал в Семилетней войне. Во время русско-турецкой войны 1768—1774 годов командовал полком, находившемся в армии князя A. M. Голицына, осаждавшей крепость Хотин, и за свои заслуги в августе 1769 года был произведён в чин бригадира.
Под командованием старшего брата участвовал в подавлении восстания гайдамаков на правобережье в Речи Посполитой по приказу Екатерины II. Отличился в сражении под Кагулом, за что был произведён в генерал-майоры.
В 1772 году был назначен псковским генерал-губернатором. При нём в состав его губернии вошли территории, присоединенные к Российской империи по Первому разделу Польши. В 1773 году Кречетников был одним из комиссаров, устанавливавших новую границу с Речью Посполитой.
В июле 1775 года Кречетников получил чин генерал-поручика. В 1780 году ему было пожаловано 1 016 душ крестьян. В январе 1785 года он был назначен сенатором, а в 1790 году произведен в генерал-аншефы. Действовал в 1792 году против «мятежников» (Русско-польская война 1792) во главе 32-тысячного корпуса, командовал русскими войсками на территории Литвы, был назначен генерал-губернатором областей, отошедших к России в результате второго раздела Речи Посполитой.
6 (17) мая 1793 года Михаил Никитич был возведён в графское достоинство Российской империи.
Однако, 9 (20) мая 1793 года, после непродолжительной болезни он скончался по дороге из Лабуни в Каменец-Подольский, в местечке Меджибоже так и не узнав о пожалованном ему титуле.
Похоронен в соборной церкви слуцкого Свято-Троицкого монастыря. Потомства в браке с Анной Ивановной Дуровой не оставил. Имел дочь, записанную Марией Николаевной Вельяминовой, от любовницы, Натальи Афанасьевны Вельяминовой (урождённой Буниной), единокровной сестры Василия Жуковского.

## Создание губерний
Михаил Никитич Кречетников стоял у истоков первых российских губерний, учреждённых Екатериной II в результате административно-территориальной реформы.
В ноябре 1775 года учреждается первая, Тверская губерния, организация которой поручается Кречетникову. В 1776 году он обустраивает Калужскую, а в 1777 — Тульскую губернию. После учреждения Рязанского наместничества поставлен 26 августа (6 сентября) 1778 во главе трёх территорий в качестве генерал-губернатора.
31 мая (11 июня) 1778 года Кречетников был назначен председателем особой комиссии, созданной по указу Екатерины II для улучшения деятельности Тульского оружейного завода. В наказе комиссии были перечислены предложения оружейников, поданные в комиссию по созданию нового уложения. Результатом деятельности комиссии было составление нового Положения о заводе, утверждённое в 1782 году. На заводе также были сделаны улучшения: исправлена плотина, усилен надзор за производством оружия, реорганизовано распределение работ между мастерами.
В августе 1778 года Кречетников оказал содействие тульским предпринимателям Баташовым в постройке чугунолитейного завода в посёлке Сынтул Касимовского уезда Рязанского наместничества.
Михаил Никитич также уделял значительное внимание и вопросам православной церкви. В августе 1778 года он уведомил епископа рязанского Симона о пожаловании десяти тысяч рублей на реконструкцию архиерейского дома в Переяславле-Рязанском.

## Михайловское
В 1774-76 гг. генерал Кречетников построил в Подмосковье двухэтажное здание усадьбы «Михайловское» с анфиладой овальных комнат и круглым двусветным залом, а также картинной галереей. В 1870 г. имение выкупил и привёл в порядок граф С. Д. Шереметев. В начале XXI века усадьба пребывает в запущенном состоянии, требует срочной реставрации.

## Награды
- Орден Святой Анны (1774) — за штурм г. Крайовы
- Орден Белого орла (1776, Речь Посполита)
- Орден Святого Станислава (1776, Речь Посполита)
- Орден Святого Александра Невского (1779)
- Орден Святого Владимира 1 степени (до 1789)[6].
- Орден Святого апостола Андрея Первозванного (28 июня 1792)